# كريستينا شاكوفيتس
كريستينا شاكوفيتس (بالألمانية: Christina Shakovets) مواليد 29 أبريل 1994 في لوراخ، ألمانيا، هي لاعبة كرة مضرب ألمانية. أعلى تصنيف لها في الفردي كان 450. أعلى تصنيف لها في الزوجي كان 164.

## النهائيات

### الفردي (2–3)
| الحصيلة | الرقم | التاريخ        | الدورة          | الأرضية | المنافس         | النتيجة  |
| ------- | ----- | -------------- | --------------- | ------- | --------------- | -------- |
| الفوز   | 1.    | 14 فبراير 2011 | أنطاليا، تركيا  | ترابية  | تيودورا ميرسك   | 6–4, 6–1 |
| الفوز   | 2.    | 1 أغسطس 2011   | إسطنبول، تركيا  | صلبة    | ديانا ستوملجا   | 6–2, 6–1 |
| الوصافة | 1.    | 8 أغسطس 2011   | إسطنبول، تركيا  | صلبة    | ريكا لوكا جاني  | 4–6, 1–6 |
| الوصافة | 2.    | 29 أغسطس 2011  | تريمباش، سويسرا | ترابية  | كاترينا فانكوفا | 3–6, 2–6 |
| الوصافة | 3.    | 5 سبتمبر 2011  | أنطاليا، تركيا  | صلبة    | تشيه يو هسو     | 4–6, 0–6 |

## روابط خارجية
- كريستينا شاكوفيتس على موقع رابطة محترفات التنس (الإنجليزية)
- كريستينا شاكوفيتس على موقع الاتحاد الدولي لكرة المضرب (الإنجليزية)
- كريستينا شاكوفيتس على موقع خلاصة التنس.كوم (الإنجليزية)
- كريستينا شاكوفيتس على موقع إي إس بي إن.كوم (الإنجليزية)